# Liste der Resolutionen des UN-Sicherheitsrates (2014)
Diese Liste der Resolutionen des UN-Sicherheitsrates nennt die vom Sicherheitsrat der Vereinten Nationen im Jahre 2014 verabschiedeten Resolutionen.
| Nummer | Datum                                          | Gegenstand | Mission |
| ------ | ---------------------------------------------- | --- | --- |
| 2133   | 27. Jan.                                       | Bedrohungen des Weltfriedens und der internationalen Sicherheit                                                                           | |
| 2134   | 28. Jan.                                       | Die Situation in der Zentralafrikanischen Republik                                                                                        | BINUCA |
| 2135   | 30. Jan.                                       | Die Situation in Zypern | UNFICYP |
| 2136   | 30. Jan. bzw. aus technischen Gründen 31. Jan. | Die Situation betreffend die Demokratische Republik Kongo                                                                                 | |
| 2137   | 13. Feb.                                       | Die Situation in Burundi | BNUB |
| 2138   | 13. Feb.                                       | Die Situation in Sudan | Sachverständigengruppe zur Überwachung der Sanktionen gegen Sudan                                           |
| 2139   | 22. Feb.                                       | Die Situation im Nahen Osten | |
| 2140   | 26. Feb.                                       | Die Situation in Jemen | |
| 2141   | 5. Mrz.                                        | Nichtverbreitung/Demokratische Volksrepublik Korea                                                                                        | Sachverständigengruppe zur Unterstützung des Sanktionsausschusses für die Demokratische Volksrepublik Korea |
| 2142   | 5. Mrz.                                        | Die Situation in Somalia | |
| 2143   | 7. Mrz.                                        | Kinder und bewaffnete Konflikte | |
| 2144   | 14. Mrz.                                       | Die Situation in Libyen | UNSMIL |
| 2145   | 17. Mrz.                                       | Die Situation in Afghanistan | UNAMA |
| 2146   | 19. Mrz.                                       | Die Situation in Libyen | |
| 2147   | 28. Mrz.                                       | Die Situation in der Demokratischen Republik Kongo                                                                                        | MONUSCO |
| 2148   | 3. Apr.                                        | Die Situation in Sudan | |
| 2149   | 10. Apr.                                       | Die Situation in der Zentralafrikanischen Republik                                                                                        | MINUSCA |
| 2150   | 16. Apr.                                       | Internationaler Strafgerichtshof für Ruanda                                                                                               | ICTR |
| 2151   | 28. Apr.                                       | Wahrung des Weltfriedens und der internationalen Sicherheit                                                                               | |
| 2152   | 29. Apr.                                       | Die Situation betreffend Westsahara | MINURSO |
| 2153   | 29. Apr.                                       | Die Situation in Côte d’Ivoire | |
| 2154   | 8. Mai                                         | Sicherheitsrat stiftet die Hauptmann-Mbaye-Diagne-Medaille für außergewöhnliche Tapferkeit                                                | |
| 2155   | 27. Mai                                        | Situation im Sudan und Südsudan | |
| 2156   | 29. Mai                                        | Situation im Sudan und Südsudan | |
| 2157   | 29. Mai                                        | Situation in Guinea-Bissau | UNIOGBIS |
| 2158   | 29. Mai                                        | Situation in Somalia | |
| 2159   | 9. Jun.                                        | Situation im Iran | |
| 2160   | 17. Jun.                                       | Gefährdung des Weltfriedens durch terroristische Akte der Taliban                                                                         | |
| 2161   | 17. Jun.                                       | Gefährdung des Weltfriedens durch terroristische Akte der Al-Qaida                                                                        | |
| 2162   | 25. Jun.                                       | Verlängerung des UN-Mandats an der Elfenbeinküste                                                                                         | UNOCI |
| 2163   | 25. Jun.                                       | Verlängerung des UNDOF-Mandats | UNDOF |
| 2164   | 25. Jun.                                       | Verlängerung des MINUSMA-Mandats | MINUSMA |
| 2165   | 14. Jul.                                       | Humanitäre Situation in Syrien | |
| 2166   | 21. Jul.                                       | Sicherheitsrat verurteilt Abschuss von Malaysia-Airlines-Flug 17 über der Ostukraine                                                      | |
| 2167   | 30. Jul.                                       | Sicherheitsrat weist auf seine Hauptverantwortung für die Wahrung des Weltfriedens und der internationalen Sicherheit hin                 | |
| 2168   | 30. Jul.                                       | Verlängerung des UN-Mandats in Zypern | |
| 2169   | 30. Jul.                                       | Verlängerung des UN-Mandats in Irak | |
| 2170   | 15. Aug.                                       | Verurteilung der terroristischen Aktivitäten in Irak und Syrien                                                                           | |
| 2171   | 21. Aug.                                       | Sicherheitsrat verspricht bessere Nutzung des systemweiten Ansatzes zur Konfliktprävention                                                | |
| 2172   | 26. Aug.                                       | Sicherheitsrat verlängert das Mandat der UNIFIL bis zum 31. August 2015                                                                   | UNIFIL |
| 2173   | 27. Aug.                                       | Sicherheitsrat verlängert das Mandat der UNAMID bis zum 30. Juni 2015                                                                     | UNAMID |
| 2174   | 27. Aug.                                       | Sicherheitsrat fordert zu sofortiger Waffenruhe in Libyen auf                                                                             | |
| 2175   | 29. Aug.                                       | Schutz von Zivilpersonen in bewaffneten Konflikten                                                                                        | |
| 2176   | 15. Sep.                                       | Sicherheitsrat genehmigt Mandatsverlängerung der Mission der Vereinten Nationen in Liberia um drei Monate                                 | UNMIL |
| 2177   | 18. Sep.                                       | Sicherheitsrat stellt Bedrohung des Weltfriedens durch Ebola-Ausbruch fest                                                                | UNMEER |
| 2178   | 24. Sep.                                       | Sicherheitsrat verurteilt gewaltsamen Extremismus und sieht die Notwendigkeit, Reisen ausländischer terroristischer Kämpfer zu verhindern | |
| 2179   | 14. Okt.                                       | Sicherheitsrat genehmigt Mandatsverlängerung der Mission der Vereinten Nationen                                                           | UNMIS |
| 2180   | 14. Okt.                                       | Sicherheitsrat genehmigt Mandatsverlängerung der Stabilisierungsmission der Vereinten Nationen in Haiti                                   | MINUSTAH |
| 2181   | 21. Okt.                                       | Sicherheitsrat genehmigt Mandatsverlängerung der Mission in der Zentralafrikanischen Republik                                             | MINUSCA |
| 2182   | 24. Okt.                                       | Sicherheitsrat genehmigt Mandatsverlängerung der Mission der Afrikanischen Union in Somalia                                               | AMISOM |
| 2183   | 11. Nov.                                       | Sicherheitsrat genehmigt Mandatsverlängerung der EU-Mission Operation Althea in Bosnien-Herzegowina                                       | Operation Althea                                                                                            |
| 2184   | 12. Nov.                                       | Sicherheitsrat beschließt Maßnahmen zur Bekämpfung der Piraterie vor der Küste Somalias                                                   | |
| 2185   | 20. Nov.                                       | Sicherheitsrat beschließt Polizeiarbeit als Bestandteil von UN-Mission mit aufzunehmen                                                    | |
| 2186   | 25. Nov.                                       | Verlängerung des Mandates der Beobachtermission in Guinea-Bissau                                                                          | UNIOGBIS |
| 2187   | 25. Nov.                                       | Sicherheitsrat genehmigt Mandatsverlängerung der Mission im Südsudan                                                                      | UNMISS |
| 2188   | 9. Dez.                                        | Sicherheitsrat genehmigt Mandatsverlängerung der Unterstützermission in Liberia                                                           | UNMIL |
| 2189   | 12. Dez.                                       | Situation in Afghanistan | |
| 2190   | 15. Dez.                                       | Sicherheitsrat genehmigt Mandatsverlängerung der Unterstützermission in Liberia                                                           | |
| 2191   | 17. Dez.                                       | Situation in Syrien | |
| 2192   | 18. Dez.                                       | Verlängerung des UNDOF-Mandats | |
| 2193   | 18. Dez.                                       | Internationaler Strafgerichtshof für das ehemalige Jugoslawien                                                                            | |
| 2194   | 18. Dez.                                       | Internationaler Strafgerichtshof für Ruanda                                                                                               | |
| 2195   | 19. Dez.                                       | Gefahren für den Weltfrieden durch Terrorismus und Kriminalität                                                                           | |